# ميكتلان

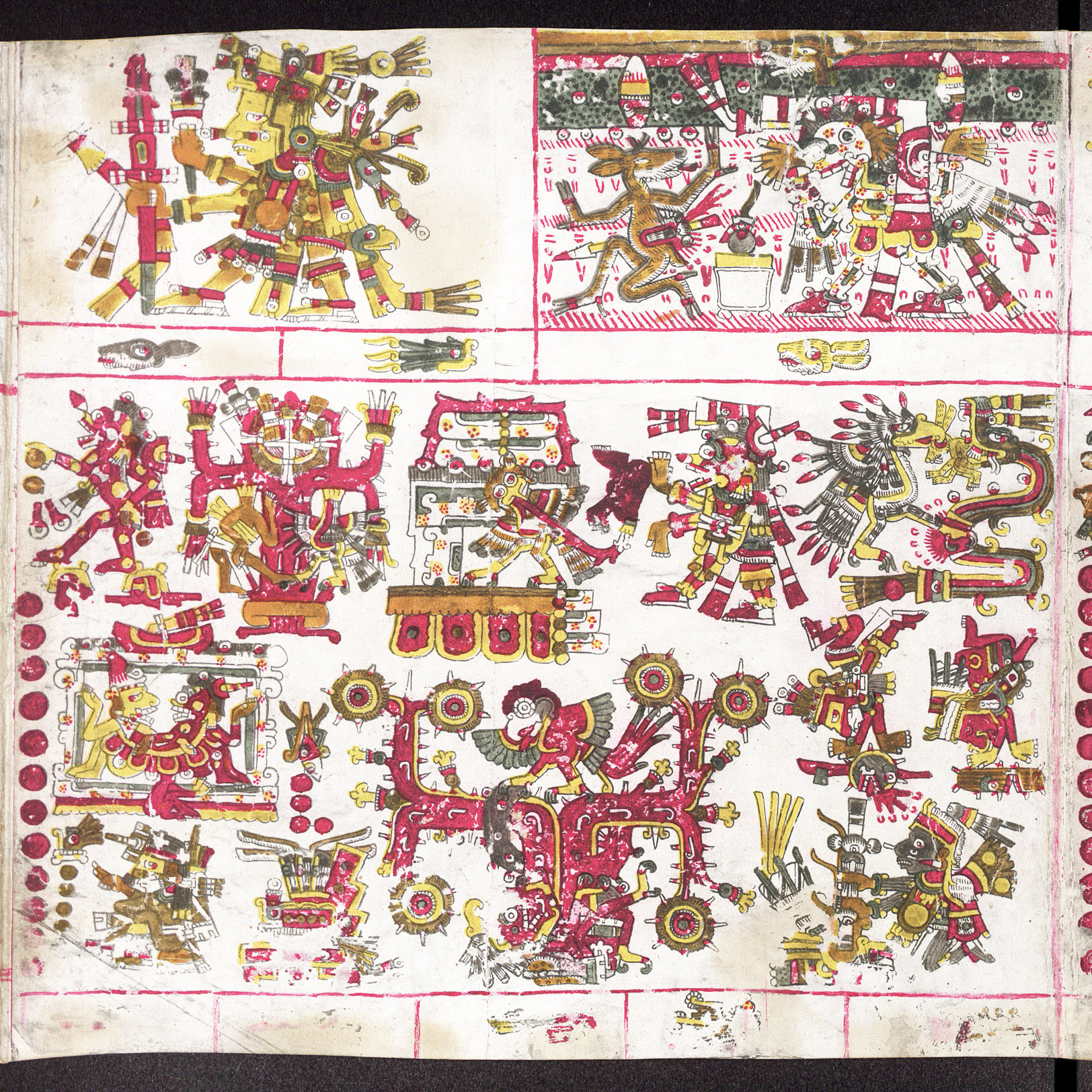
ميكلامبا، نصف الكرة الشمالي من ميكتلان وفقا لكوديكس بورجيا.

ميكتلان (بالإنجليزية: Mictlān)‏ هي الطبقة الدنيا للعالم السفلي في الميثولوجيا الأزتيكية، تقع في الشمال. إليها تهبط كل النفوس، عدا نفوس الذين سقطوا محاربين وعدا النساء اللواتي توفين في الولادة. وهنا سوف تجد النفوس الراحة الأبدية. ولكن عليهم أن يقوموا برحلة خطرة إلى میكتلان. عندما يدفن الموتى يمنحون قوی سحرية وبمساعدة الرب زولوتل Xoloth يتمكنون من القيام بالرحلة آمنين. حاكم العالم السفلي يدعى ميكتلانتيسيوتل. مع وزوجته ميكتيكاسيوتل («سيدة العالم السفلي»). وتتكون ميكتلان من تسعة مستويات مختلفة.